# IKK Thüringen
Die IKK Thüringen mit Sitz in Erfurt war eine deutsche Innungskrankenkasse und für Thüringen, Bayern und Hessen geöffnet. Als Krankenkasse war sie eine Körperschaft des öffentlichen Rechts.

## Geschichte
Die IKK Thüringen war mit über 36 Geschäftsstellen vor Ort erreichbar.
Sie betreute rund 230.000 Versicherte und ca. 40.000 Arbeitgeber (Stand Mai 2008) und zählte mit ca. 560 Beschäftigten zu den größten Arbeitgebern in der Region.
Der Verwaltungsrat der IKK Thüringen bestand zuletzt aus 28 Mitgliedern und war paritätisch mit Versicherten- und Arbeitgebervertretern besetzt. Vorsitzender der Arbeitgeberseite war Andreas Brückner; der Versichertenseite stand Ulrich Hannemann vor. Vorstand der IKK Thüringen war Frank Hippler.
Sie vereinigte sich mit der IKK Baden-Württemberg und Hessen, IKK Hamburg und IKK Sachsen zum 1. Januar 2010 zur IKK classic.